# Опълченците на Шипка
«Опълченците на Шипка» (с болг. — «Ополченцы Шипки», также известна как «О, Шипка!») — ода болгарского писателя Ивана Вазова, часть цикла «Эпопея забытых», посвящённого героям национально-освободительной борьбы и эпохи Возрождения Болгарии в XVIII и XIX веках. Рассказывает об участии болгарского ополчения в русско-турецкой войне 1877—1878 годов.

## Анализ

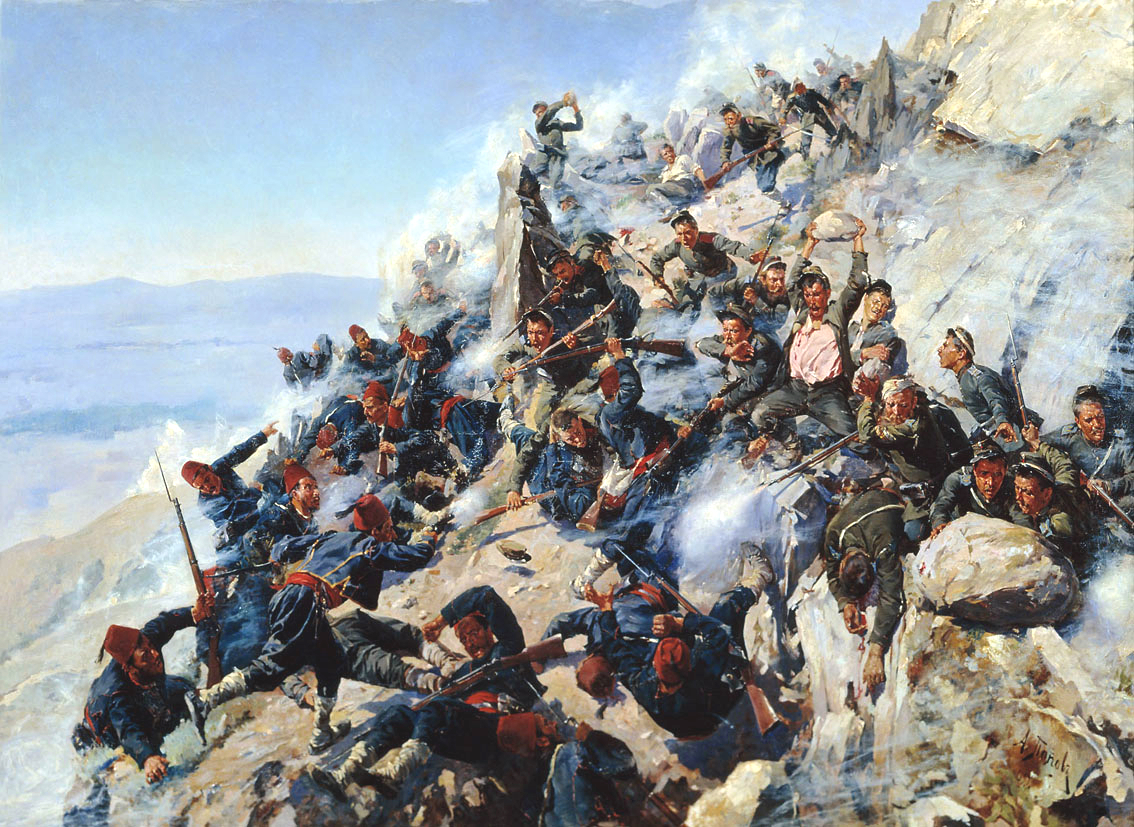
«Защита „Орлиного гнезда“ орловцами и брянцами 12 августа 1877 года» (Попов А. Н., 1893 год)

Ода «Ополченцы Шипки» рассказывает о болгарском ополчении в русско-турецкой войне (1877—1878 годы). В ней рассказывается о боях на горе Шипке в августе 1877 года, о чём говорит подзаголовок «11 августа 1877 года» — день решающей битвы за Шипкинский перевал. В болгарской культуре одним из символов является образ Шипки, обновлённой после переломного момента в освободительной войне. На тему русско-турецкой освободительной войны, в том числе победы на Шипке, была написана большое количество болгарских народных песен и авторских произведений. «Ополченцы Шипки» — это текст, в котором сознательно мифологизируется исторический факт: это текст, рассказывающий историю с «болгарской» точки зрения. Ода содержит несколько «духовных уроков» — урок героического самопожертвования и понимания болгарского закона национального достоинства.
В данной оде есть упоминания таких имён, как: Фёдор Радецкий («Изведнъж Радецки пристигна със гръм»), Николай Столетов («Тогава Столетов, наший генерал, / ревна гороломно: „Млади опълченци, / венчайте България с лаврови венци! / На вашата сила царят повери / прохода, войната и себе дори!“»), Сулейман-паша («Сюлейман безумний сочи върха пак / и вика: „Търчете! Тамо са раите!“»). Также упоминаются многие значимые для истории Болгарии места или события: Фермопильское сражение («и в нашта история кат легенда грей, / едно име ново, голямо антично, / като Термопили славно, безгранично, / що отговор дава и смива срамът, / и на клеветата строшава зъбът»), Балканы («на безсмъртен подвиг паметник огромен; / защото в Балкана има един спомен…»), Беласица, где во время битвы были ослеплены войска Царя Самуила, и Батак, место действий Апрельского восстания («Беласица стара и новий Батак / в миналото наше фърлят своя мрак»).

## История

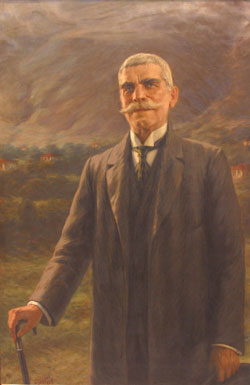
Иван Вазов, 1916 год

Точная дата написания оды — 6 ноября 1883 года. Известно, что именно в этот день началась реализация идеи создания памятника павшим добровольцам. По утверждениям источников, во время написания стихотворения Вазов руководствовался воспоминаниями участника событий — ополченца Михаила Евтимова Манчева, опубликованных через год после написания произведения, в 1884 году, в Пловдиве под заглавием «Единадесетий август 1877 г. или боят при Шипка» (с болг. — «11 августа 1877 года, или бой у Шипки»). Действия сюжета оды длятся около 3 дней, в то время как сами поединки длились начиная с 9 и заканчивая 14 августа. По мнению самого Вазова, высказанного литературоведу Ивану Шишманову, это одно из его самых сильных стихотворений. Впервые ода была опубликована в сборнике стихов Вазова «Поля и гори» (с болг. — «Поля и леса») в Пловдиве в 1884 году.
«Ополченцы Шипки» стало последним в списке произведением, вошедшим в часть сборника Вазова «Стихотворения» — цикл «Эпопея забытых». Он состоит из 12 од, написанных в период с 1881 по 1884 годы и посвящённых эпохе Возрождения Болгарии в XVIII и XIX веках и борьбе за Шипку, По словам поэтессы, исследователя творчества Вазова и бывшего директора дома-музея его имени в Софии, Мирелы Ивановой, основным вдохновением для написания тогда ещё молодым Вазовым серии од о минувшей национальной революции, её событиях и героях, стали два ключевых фактора. Сначала его вдохновили воспоминания Захария Стоянова, прочитанные им в одной из пловдивских газет. В них Стоянов рассказывает о последних днях и часах жизни вождей болгарской национальной революции. Прочитанное поэтом наполнило его и горем, и гневом. Вместе с этим он получил в подарок сборник романтических стихов своего любимого французского писателя и литературного кумира Виктора Гюго, масштаб и язык которого поразил и вдохновил болгарского поэта на создание подобного цикла романтических произведений со взглядом на прошлое. Если в предыдущих произведениях «Эпопеи забытых» поэт рассказывает о конкретных личностях (Васил Левский, Георгий Бенковский, Кочо Чистеменский, Тодор Каблешков, Паисий Хилендарский, Георгий Раковский, Стефан Караджа, Панайот Волов и др.), то в этой оде Вазов обращает внимание на общий подвиг. Таким образом, произведение превращается в «натуральный и закономерный финал серии картин и образов из болгарского героического прошлого».